# Ohorn
Ohorn là một đô thị ở huyện of Bautzen, bang Sachsen, Đức. Đô thị Ohorn có diện tích 12,07 km², dân số thời điểm ngày 31 tháng 12 năm 2006 là 2523 người. Ohorn có cự ly 2 km về phía đông của Pulsnitz và 30 km to the về phía đông bắc của Dresden.. Ohorn có 5 khu vực: Fuchsbelle, Gickelsberg, Mitteldorf, Oberdorf và Röder.